# Diego Campanile
Diego Campanile (ur. 1574 w Savie, zm. 2 stycznia 1642 w Sydonie) – włoski franciszkanin reformata, kapłan katolicki, Kustosz Ziemi Świętej w latach 1628-1632.

## Życiorys
Został mianowany Kustoszem Ziemi Świętej za generalatu Bernardyna z Senny. Został wezwany do Rzymu w 1628. Był wówczas profesorem teologii w domu studiów swojego zakonu w Castellammare. Papieżem nominującym był Urban VIII. Dokument nominacyjny nosi datę 14 marca 1628. Campanile dotarł do Jerozolimy 30 maja. Uroczysty ingres do Bazyliki Bożego Grobu odbył się 3 czerwca. Podczas pełnienia urzędu kustosza o. Campanile musiał uchodzić z Jerozolimy i szukać schronienia najpierw w Nazarecie, a następnie w Aleppo. Powodem była nieprzychylność władz tureckich oraz duchownych prawosławnych. Jako kustosz ustanowił w Nazarecie szkołę języka arabskiego dla przybywających do Palestyny nowych misjonarzy. W 1630 przygotował wyprawę misyjną do Armenii, która jednak nie powiodła się. Zwiększył liczbę franciszkanów rezydujących na stałe w Aleksandrii, Kairze i Rosetcie. Odzyskał konwenty na Cyprze i w Sydonie. Za jego mandatu otwarto nowy kościół w Damaszku oraz dom pielgrzyma w Akko (Ptolemaida). Przeprowadził prace remontowe w klasztorach Biczowania w Jerozolimie i w Betlejem. W 1631 na Górze Tabor powstał nowy klasztor.